# Gina Haspelová
Gina Cheri Haspelová (nepřech. Gina Haspel, roz. Walker, * 1. října 1956 Ashland, Kentucky) je americká zpravodajská důstojnice, v letech 2018 až 2021 ředitelka zpravodajské služby CIA.

## Život a kariéra
Narodila se v roce 1956 v Ashlandu ve státě Kentucky. Střední školu absolvovala ve Spojeném království. Studovala na University of Kentucky, posléze přestoupila na University of Louisville, kde v roce 1978 získala titul B.S. V roce 1982 si doplnila vzdělání na Southeastern University.
Po ukončení studií pracovala jako bankovní úřednice (1978–1979), pak působila v školství (1979–1981) a v právní branži (1982–1984). Do CIA nastoupila v roce 1985; v rámci služby prošla mnoha pozicemi, v únoru 2017 ji prezident Donald Trump jmenoval do funkce zástupkyně ředitele a posléze navrhl do jejího čela. Její nominaci schválil americký Senát dne 17. května 2018; podpořilo ji 54 senátorů, 44 bylo proti. Proti její nominaci vystupoval i vlivný senátor John McCain, ačkoli sám se hlasování ze zdravotních důvodů nezúčastnil.
Službu vedla jako úřadující ředitelka od 26. dubna 2018, kdy prezident Trump jmenoval jejího předchůdce Mikea Pompea za ministra zahraničních věcí. Úřadu se ujala oficiálně dne 21. května 2018; jedná se o historicky první ženu v čele CIA.
Je nositelkou několika amerických vyznamenání.
V lednu 2021 oznámil prezident Joe Biden, že jí na místě ředitele CIA nahradí diplomat William Burns, což se také v březnu 2021 stalo.

## Kontroverze
Haspelová v minulosti vedla tajnou americkou věznici pro podezřelé z terorismu, umístěnou v Thajsku; tam byla v roce 2002 přítomna i při výslechu Palestince Abú Zubajdá, jenž v důsledku použitých brutálních mučících metod málem zemřel. Ve věznici pod jejím vedením byly podle pozdější senátní zprávy praktikovány různé metody mučení, včetně kontroverzního waterboardingu. Podle Joseho Rodrigueze, ředitele protiteroristického centra CIA, v roce 2005 Haspelová nařídila zničení mnoha videozáznamů z výslechů v této věznici.
V letech 2003–2005 se podle The New Yorker podílela na tajném programu CIA, v důsledku kterého byly zadržené osoby podezřelé z terorismu podrobeny novým brutálním metodám mučení.
V červenci 2017 požádalo Evropské středisko pro ústavní a lidská práva (ECCHR) německou prokuraturu, aby kvůli jejímu podílu na mučení osob podezřelých z terorismu, především Abú Zubajdá, vydala příkaz k jejímu zatčení. Prokuratura této žádosti nevyhověla.